# محمد: میراث پیامبر
محمد: میراث پیامبر (به انگلیسی: Muhammad: Legacy of a Prophet) یک تله‌فیلم و مستند است که در سال ۲۰۰۲ از شبکه پی‌بی‌اس ایالات متحده آمریکا پخش شد. کارن آرمسترانگ و سید حسین نصر فیلسوف و متأله سنت‌گرای ایرانی و استاد علوم اسلامی در دانشگاه جرج واشینگتن ایالات متحده آمریکا در این فیلم ۱۱۶ دقیقه‌ای حضور دارند.